# Handball aux Jeux africains de 1991
Navigation
Alger 1978 Harare 1995
La compétition de handball aux Jeux africains de 1991 a lieu du 24 au 30 septembre 1991 au Caire en Égypte. Elle est disputée peu de temps après les tournois féminin et masculin des Championnats d'Afrique des nations, qui ont également eu lieu au Caire. Deux tournois, un masculin et un féminin, ont lieu. 
Ainsi, chez les hommes, l'Égypte remporte la compétition disputée sous forme de mini-championnat et devance l'Algérie. À la différence du Championnat d'Afrique, c'est le Nigeria et non pas la Tunisie (non qualifiée) qui termine troisième.
Le tournoi féminin est remporté par la Angola qui bat en finale la Côte d'Ivoire. Le Nigeria complète le podium.

## Tournoi masculin

### Équipes qualifiées
- Égypte (Pays hôte)
- Algérie (Zone I)
- Sénégal (Zone II)
- Nigeria (Zone III)
- Cameroun (Zone IV)
- Éthiopie (Zone V)
- Namibie (Zone VI)
- Madagascar (Zone VII)

### Modalités
Le format initial de la compétition est une phase de groupe en deux poules de quatre équipes suivies de demi-finales et finales. Le tirage au sort effectué avant la compétition a donné la répartition suivante :
- Poule A : Algérie, Nigeria, Cameroun et Sénégal
- Poule B : Égypte, Ethiopie, Namibie et Madagascar.

En conséquence du forfait de la Namibie et de Madagascar, les organisateurs ont décidé de jouer la compétition sous la forme d'une poule unique (mini-championnat en une seule  phase) avec les six équipes.

### Résultats
Parmi les résultats, on trouve :
- samedi 21 septembre 1991 : Algérie  bat  Sénégal 17-16.
- lundi 23 septembre 1991 : Algérie  bat  Éthiopie 30-08.
- mercredi 25 septembre 1991 : Algérie  bat  Nigeria 19-18.
- vendredi 27 septembre 1991 : Algérie  bat  Cameroun 20-14.
- dimanche 29 septembre 1991 à 18h (salle omnisports du Caire) : Égypte  bat  Algérie 16-12 (mi-temps 7-5).
- date inconnue : Nigeria  bat  Éthiopie 50-16.

### Classement final
|                             | Équipe   | Pts | J | G | N | P | Bp | Bc | Diff |
| --------------------------- | -------- | --- | - | - | - | - | -- | -- | ---- |
| Médaille d'or, Afrique      | Égypte   | 15  | 5 | 5 | 0 | 0 | 00 | 00 |      |
| Médaille d'argent, Afrique  | Algérie  | 13  | 5 | 4 | 0 | 1 | 98 | 72 | 26   |
| Médaille de bronze, Afrique | Nigeria  | 0   | 5 | 0 | 0 | 0 | 00 | 00 |      |
| 4                           | Cameroun | 0   | 5 | 0 | 0 | 0 | 00 | 00 |      |
| 5                           | Sénégal  | 0   | 5 | 0 | 0 | 0 | 00 | 00 |      |
| 6                           | Éthiopie | 0   | 5 | 0 | 0 | 0 | 00 | 00 |      |

La Namibie et de Madagascar ont déclaré forfait.

## Tournoi féminin

### Phase finale
| Match                  | Date           | Équipe 1 | Score   | Équipe 2      |
| ---------------------- | -------------- | -------- | ------- | ------------- |
| Finale                 | septembre 1991 | Angola   | 23 – 19 | Côte d'Ivoire |
| Match pour la 3e place | septembre 1991 | Nigeria  | ?? – ?? | Sénégal       |

### Classement final
| Rang                        | Pays          |
| --------------------------- | ------------- |
| Médaille d'or, Afrique      | Angola        |
| Médaille d'argent, Afrique  | Côte d'Ivoire |
| Médaille de bronze, Afrique | Nigeria       |
| 4                           | Sénégal       |
| 5                           | Cameroun      |
| 6                           | Égypte        |